# Trump International Hotel and Tower (Chicago)
O Trump International Hotel and Tower é um arranha-céu localizado no centro de Chicago, Illinois. O edifício foi nomeado por Donald Trump.
É atualmente o segundo arranha-céu mais alto de Chicago, atrás da Willis Tower. No entanto, o Chicago Spire, cuja construção está parada de momento, será o maior edifício de Chicago. O Trump International Hotel and Tower tem 415 metros de altura e 98 andares que servem para diversos usos. Apesar das constantes dificuldades, a construção foi concluída.
A primeira seção do edifício a ser inaugurada foi o hotel, cuja abertura estava prevista para dezembro de 2007, mas foi adiada para fevereiro de 2008.

## Localização
A torre está localizada no local antes ocupado pelo Chicago Sun-Times, um dos dois maiores jornais da cidade. Está localizada no início da Rush Street a oeste da Wrigley Building e da Michigan Avenue Bridge. E também logo a leste do Marina City e do 330 North Wabash. A localização deste edifício ao norte do rio Chicago o torna um dos pontos mais destacados da paisagem como as montanhas próximas ao lago Michigan, o porto lacustre, ultrapassando a Columbus Drive Bridge.

## Arquitetura

### Design
O design do edifício incorpora 3 setbacks que dão uma aparência de continuidade com os edifícios ao redor. Os setbacks foram desenhados para refletir a altura dos edifícios ao redor: o primeiro reflete o Wrigley Building, o segundo espelha o Marina City Towers, e o terceiro rebate a altura do 330 North Wabash (antes conhecido como IBM Plaza).

### Layout
O edifício ocupa uma área total de 2,6 milhões m², tem 90 andares, 472 luxuosos condomínios residenciais, incluindo 3 banheiros 5 suítes, e ainda 286 quartos de hotel 5 estrelas e salas para convidados. O 3º e o 20º andar são usados como lobbies, área de comércio e estacionamento. Existe também um spa no 14º andar e Mezzanine. Hotéis e suítes executivas estão localizados nos andares 17 a 27. Os andares 29.º até o 85.º são ocupados por condomínios residenciais. Os andares 86.º a 89.º são a cobertura do prédio.

### Altura
O edifício quebrou o recorde de mais alto edifício residencial, que desde 1969 pertenceu ao John Hancock Center, também em Chicago. O edifício perdeu a posição de maior arranha-céu residencial do mundo para a Torre Eureka, em Melbourne, Austrália.

## História

### Desenvolvimento
Quando o planejamento do edifício começou em 2000, Trump anunciou que este seria o mais alto edifício do mundo. Após os ataques terroristas de 11 de setembro, Trump diminuiu a altura para evitar que o edifício se tornasse um alvo em potencial de ataques terroristas.
O edifício desenhado por Skidmore, Owings, & Merrill foi primeiro apresentado em 2001.  De acordo com o Chicago Tribune, a companhia construiu em torno de 50 modelos antes de chegar ao esboço final. No entanto, o desenho não agradou nem aos arquitetos e muito menos os residentes de Chicago.  Uma revisão subsequente em julho de 2002 resultou no atual desenho para o edifício. Em janeiro de 2004, uma outra revisão converteu os andares 17 a 26 em condomínios e quartos de hotel.

### Construção
O edifício é a maior estrutura em forma do mundo. Moldes de concreto vem sendo usados, pois o uso da tradicional estrutura de aço requer uma estrutura que pode ser muito maior para o tamanho da propriedade, proporcional a altura da planta do edifício. O concreto líquido permite que andares sejam construídos apenas bombeando concreto centenas de metros acima do nível do solo. Em 19 de setembro de 2007, o Trump International Hotel and Tower foi mostrado na série Built It Bigger do Discovery Channel como High Risk Tower (Torre de Alto Risco).

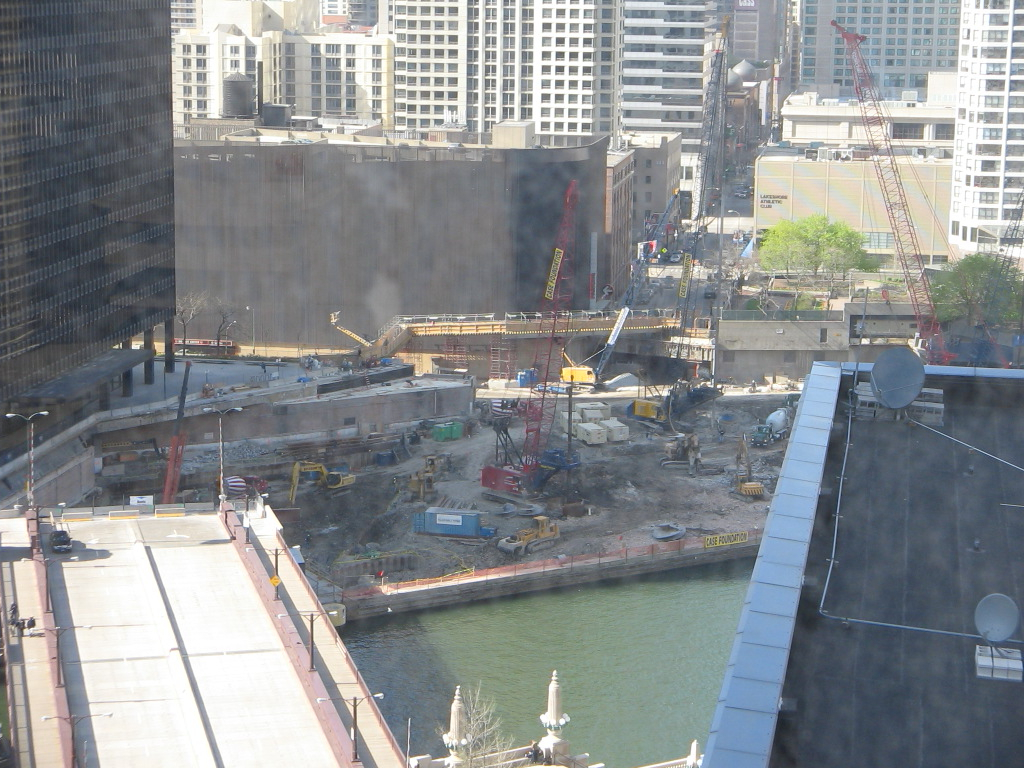
Abril de 2005
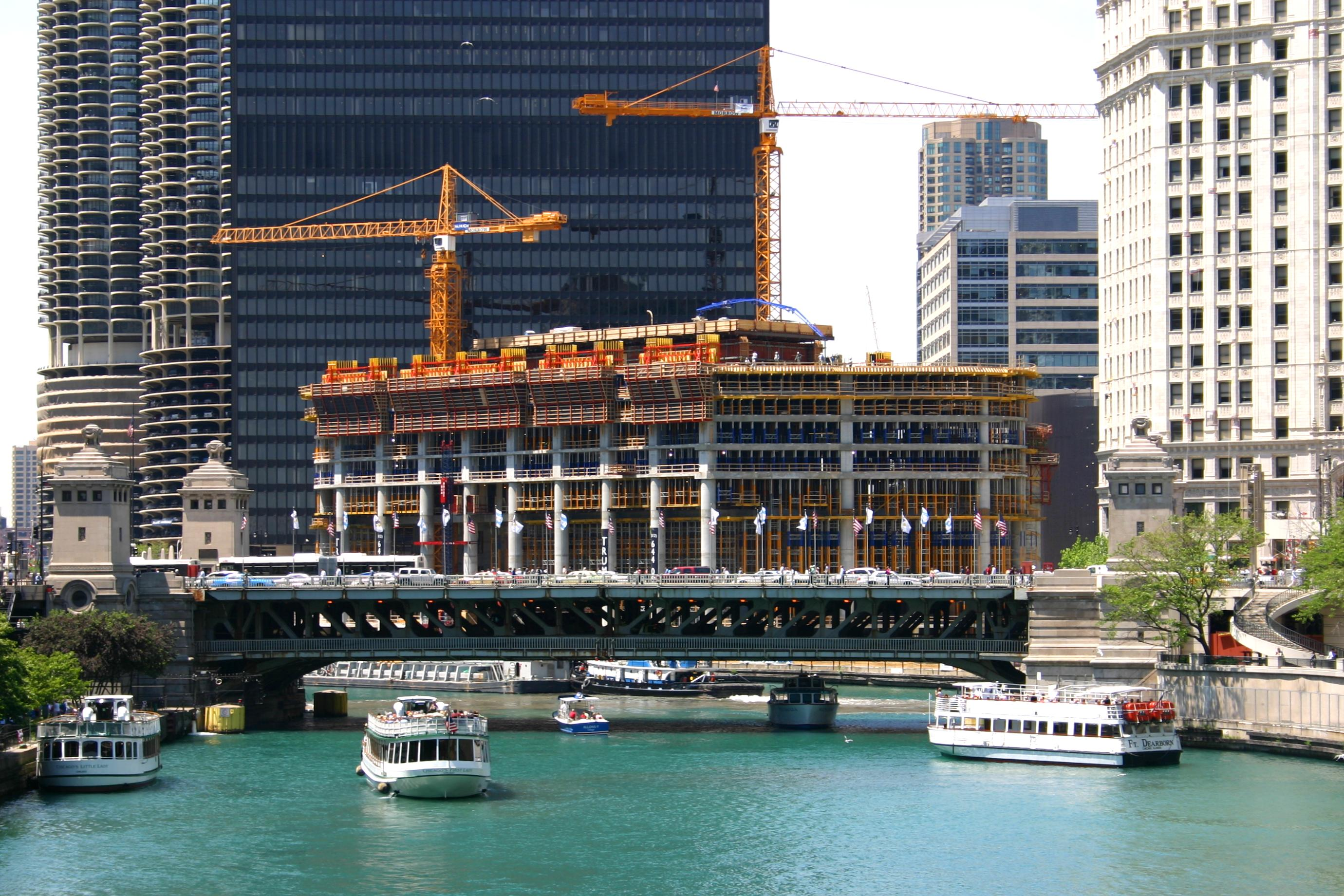
Junho de 2006
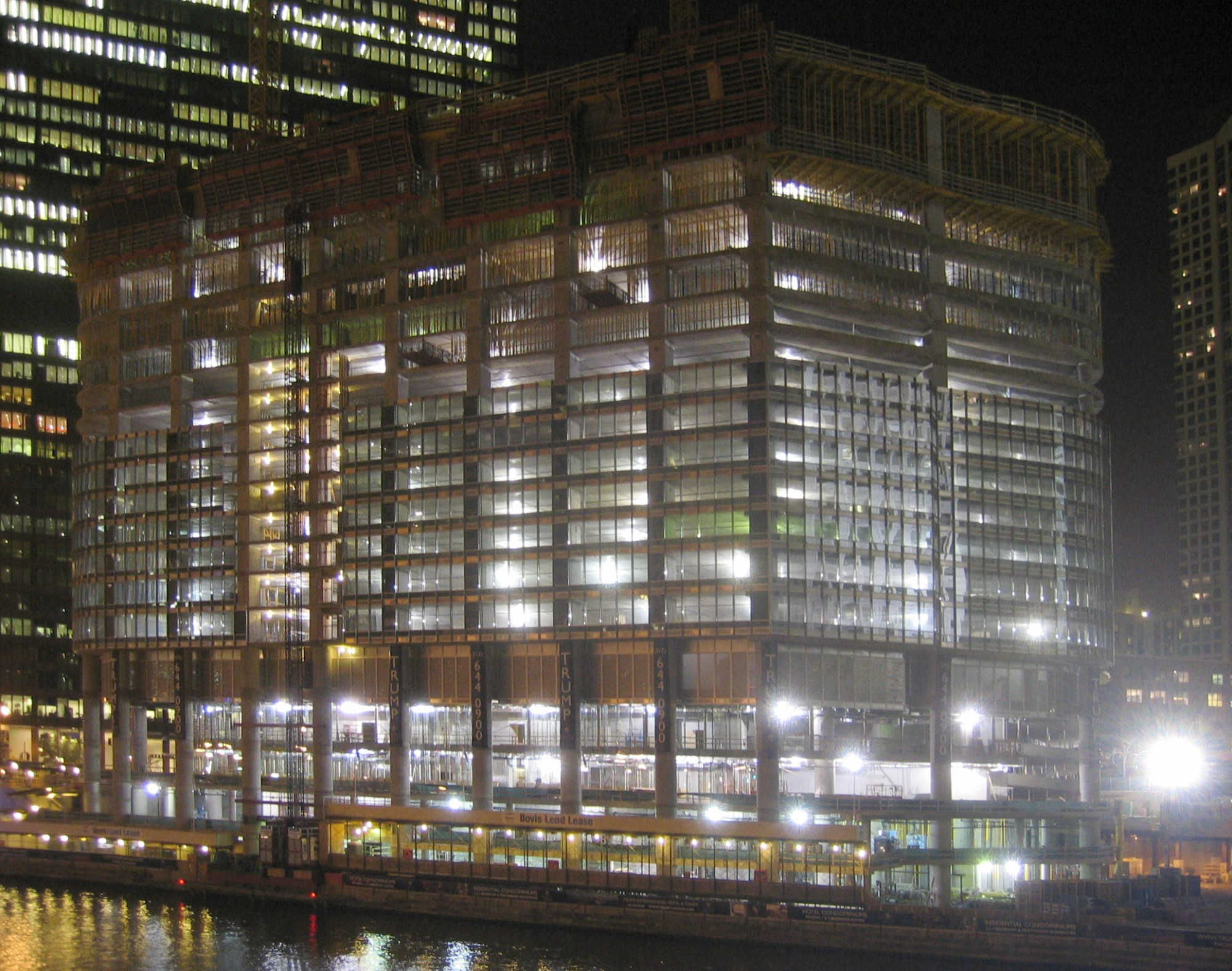
Outubro de 2006
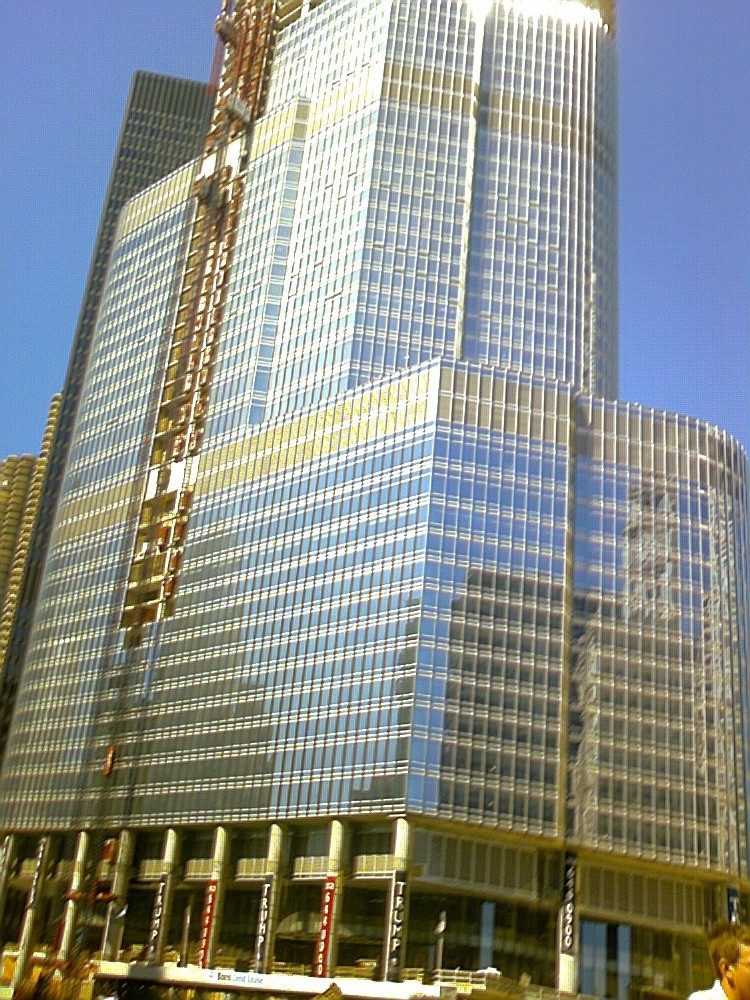
14 de setembro de 2007
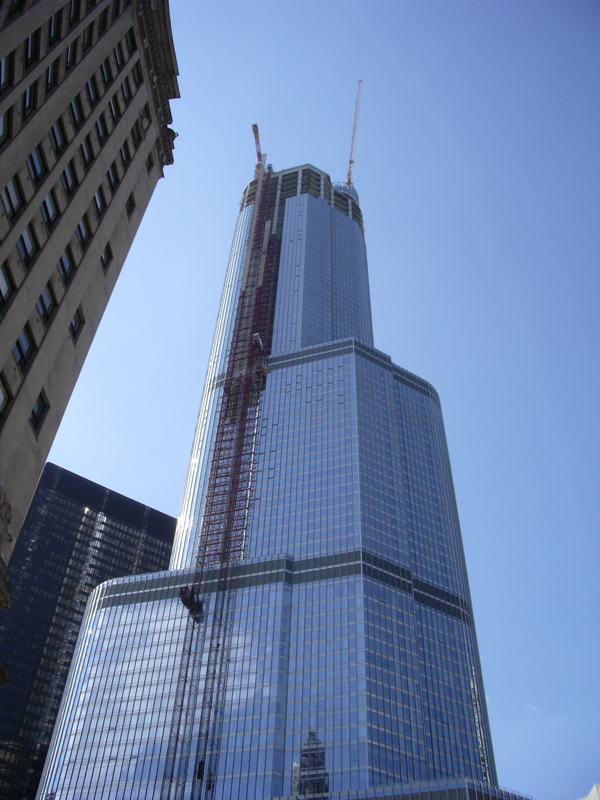
Setembro de 2008
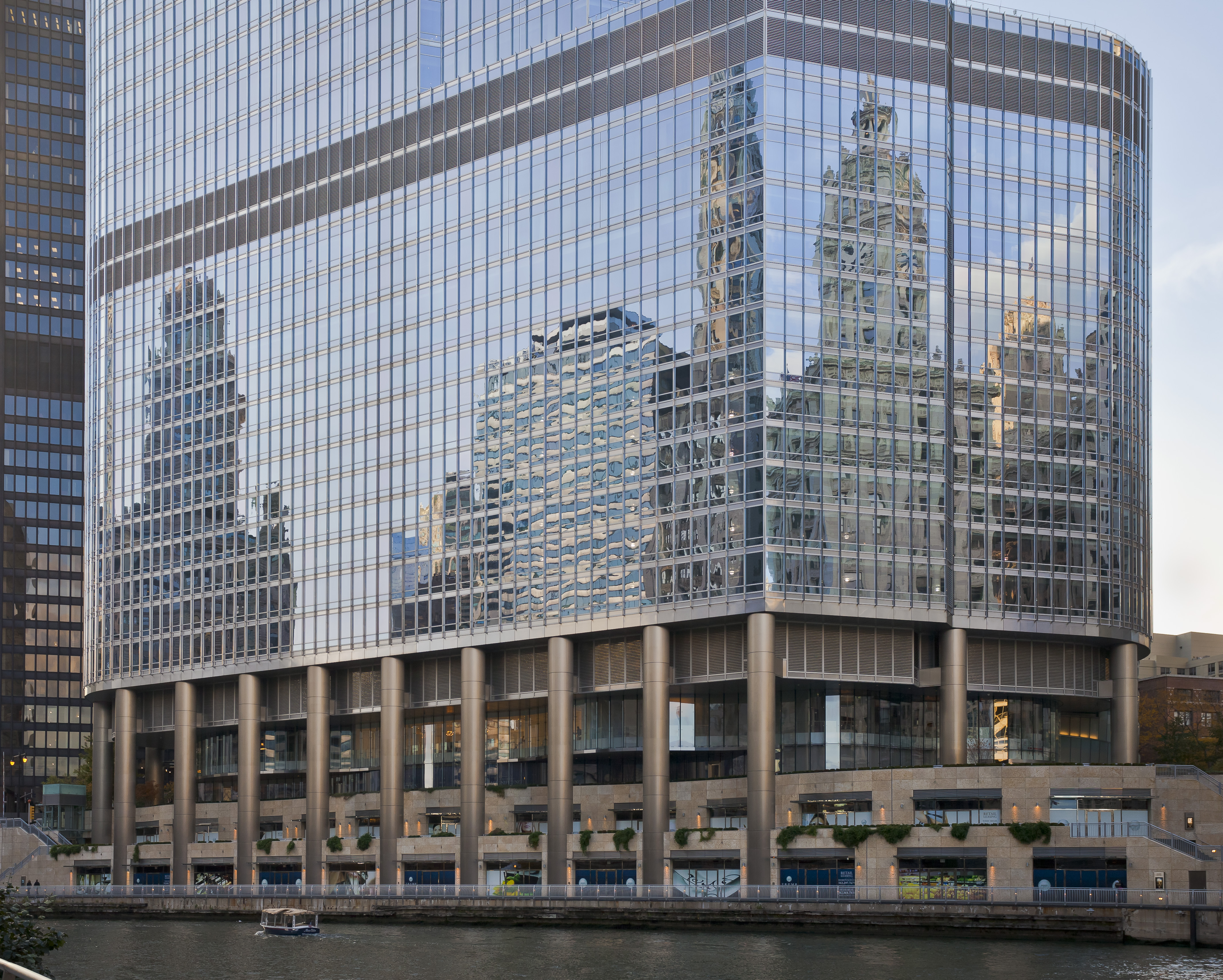
Outubro de 2008